# 彭饬三
彭饬三（1900年12月22日—1978年5月5日），原名彭振纲，湖北沔阳人，中国政治人物，九三学社社员，九三学社中央委员会常务委员。